# Championnat britannique des voitures de tourisme 1980
Le Championnat britannique des voitures de tourisme 1980 était la 23e saison du championnat britannique des voitures de tourisme, remporté par l'anglais Win Percy. Le championnat a débuté à Mallory Park le 23 mars 1980 et s'est terminé à Silverstone le 5 octobre 1980.

## Calendrier
| Manche | Circuit      | Date        | Pilote vainqueur | Ecurie vainqueur        | Voiture vainqueur   |
| ------ | ------------ | ----------- | ---------------- | ----------------------- | ------------------- |
| 1 A-B  | Mallory Park | 23 mars     | John Morris      | Morris Vulcan Ltd.      | VW Scirocco GTI     |
| 1 C-D  | Mallory Park | 23 mars     | Andy Rouse       | Gordon Spice Racing     | Ford Capri III 3.0S |
| 2 A-B  | Oulton Park  | 4 avril     | Chris Hodgetts   | Hughes of Beaconsfield  | Toyota Celica GT    |
| 2 C-D  | Oulton Park  | 4 avril     | Gordon Spice     | Gordon Spice Racing     | Ford Capri III 3.0S |
| 3      | Thruxton     | 7 avril     | Gordon Spice     | Gordon Spice Racing     | Ford Capri III 3.0S |
| 4      | Silverstone  | 20 avril    | Andy Rouse       | Gordon Spice Racing     | Ford Capri III 3.0S |
| 5      | Silverstone  | 8 juin      | Andy Rouse       | Gordon Spice Racing     | Ford Capri III 3.0S |
| 6      | Brands Hatch | 13 juillet  | Jeff Allam       | Triplex Esso Motor Team | Rover 3500 SD1      |
| 7 A-B  | Mallory Park | 17 août     | Tony Lanfranchi  | GTI Engineering / Akai  | Audi 80 GLE         |
| 7 C-D  | Mallory Park | 17 août     | Gordon Spice     | Gordon Spice Racing     | Ford Capri III 3.0S |
| 8      | Brands Hatch | 25 août     | Gordon Spice     | Gordon Spice Racing     | Ford Capri III 3.0S |
| 9      | Thruxton     | 7 septembre | Gordon Spice     | Gordon Spice Racing     | Ford Capri III 3.0S |
| 10     | Silverstone  | 5 octobre   | Gordon Spice     | Gordon Spice Racing     | Ford Capri III 3.0S |

## Classement final

### Pilotes
| Championnat pilotes | Championnat pilotes | Championnat pilotes    | Championnat pilotes             | Championnat pilotes |
| Pos.                | Pilote              | Voiture                | Ecurie                          | Points              |
| ------------------- | ------------------- | ---------------------- | ------------------------------- | ------------------- |
| 1                   | Win Percy           | Mazda RX-7             | TWR Pentax                      | 90                  |
| 2                   | Alan Curnow         | Ford Fiesta 1.3        | Datapost                        | 73                  |
| 3                   | Gordon Spice        | Ford Capri III 3.0S    | Gordon Spice Racing             | 67                  |
| 4                   | Andy Rouse          | Ford Capri III 3.0S    | Gordon Spice Racing             | 64                  |
| 5                   | Jon Dooley          | Alfa Romeo Alfetta GTV | Napolina Alfa Romeo Dealer Team | 58                  |
| 6                   | Chris Hodgetts      | Toyota Celica GT       | Hughes of Beaconsfield          | 45                  |